# Smörhund

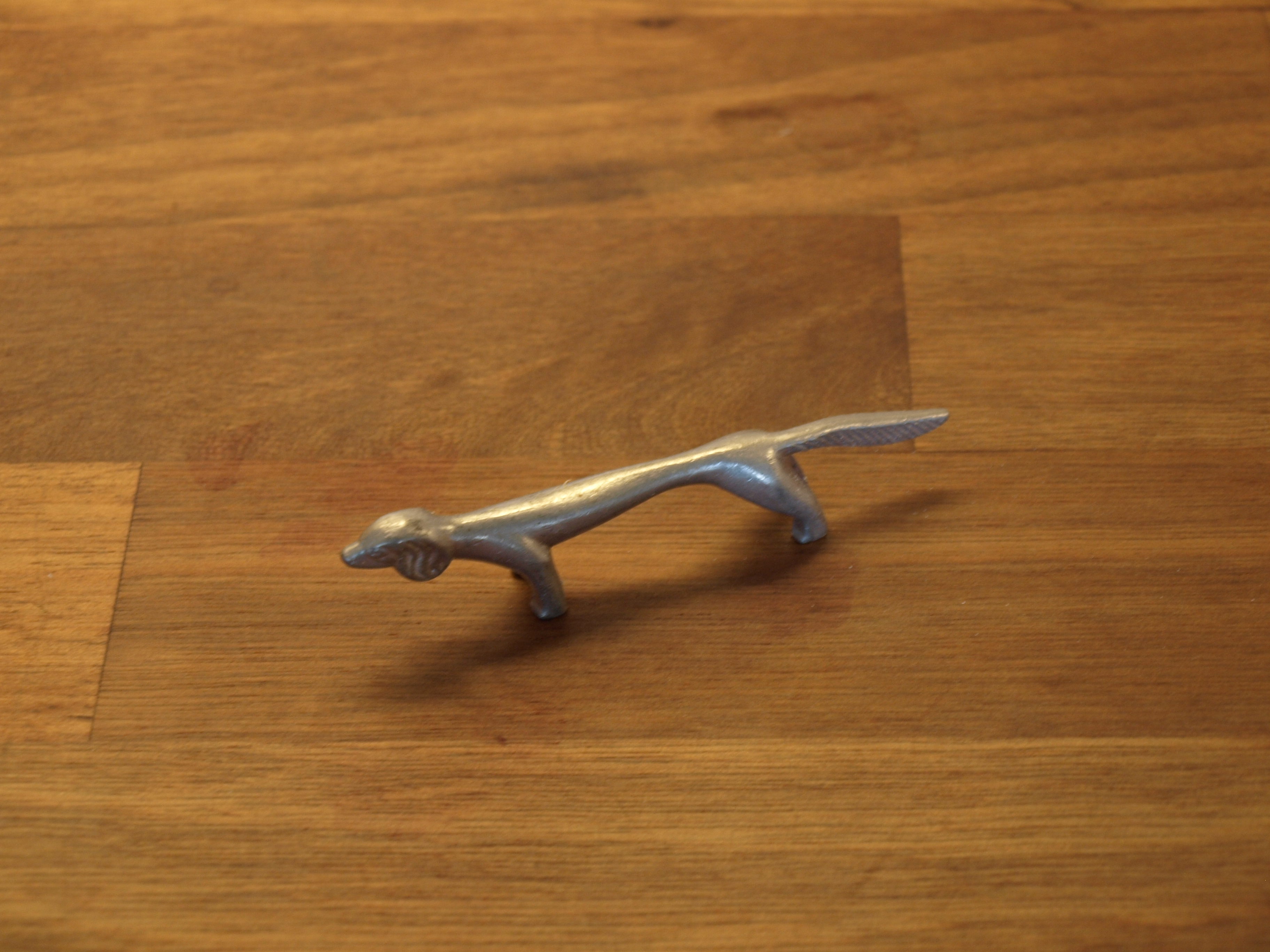
En smörhund.

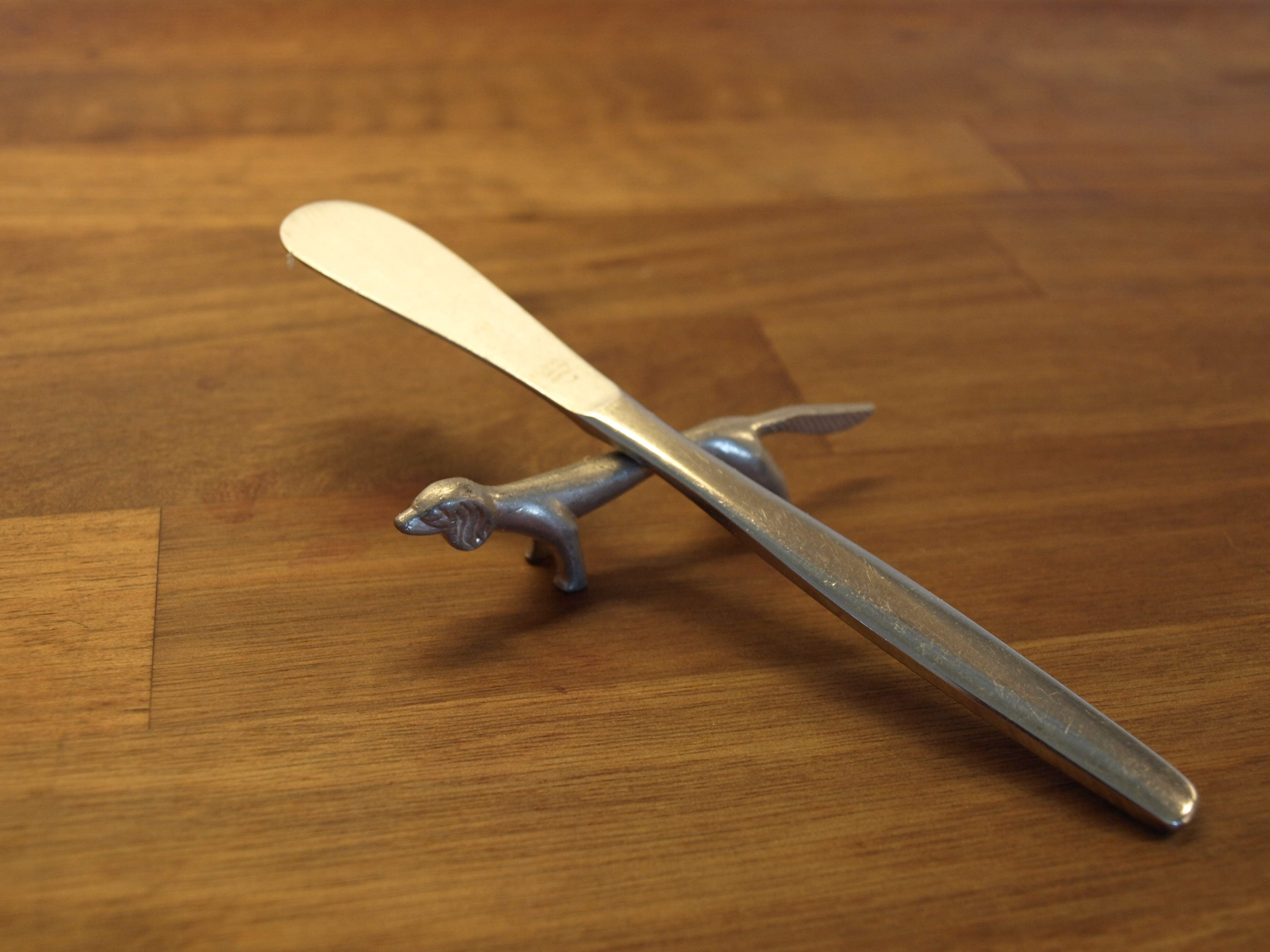
En smörhund med smörkniv på.

En smörhund, även kallad smörtax, är en servisdel som används för att lägga smörknivar på, så att de inte kladdar ner duk eller tallrikar. Den har fått sitt namn av att den i vanligt utförande är avlång och har fyra ben, och vanligen av metall. I vissa fall är den också utformad som en hund, exempelvis en lång tax.

## Källhänvisningar
1. ↑  "Smörhund". Digitaltmuseum.se. Läst 10 januari 2015.